# Naphrys bufoides
Naphrys bufoides är en spindelart som först beskrevs av Chamberlin, Ivie 1944.  Naphrys bufoides ingår i släktet Naphrys och familjen hoppspindlar. Inga underarter finns listade i Catalogue of Life.